# Orizare
Orizare (Bulgaars: Оризаре) is een dorp in de Bulgaarse gemeente Nesebar, oblast Boergas. Orizare ligt hemelsbreed 30 km ten noorden van de provinciehoofdstad Boergas en 350 km ten oosten van Sofia.

## Bevolking
Op 31 december 2019 werden er 1.542 inwoners in het dorp geregistreerd door het Nationaal Statistisch Instituut van Bulgarije, een stijging vergeleken met de laatste officiële volkstelling van 2011.
|  |

In het dorp wonen grotendeels etnische Bulgaren, maar ook een significante minderheid van etnische Roma en een klein aantal etnische Turken. 
| Etnische samenstelling van de respondenten (2011) | Etnische samenstelling van de respondenten (2011) | Etnische samenstelling van de respondenten (2011) | Etnische samenstelling van de respondenten (2011) | Etnische samenstelling van de respondenten (2011) |
| ------------------------------------------------- | ------------------------------------------------- | ------------------------------------------------- | ------------------------------------------------- | ------------------------------------------------- |
|                                                   |                                                   |                                                   |                                                   |                                                   |
| Bulgaren                                          | Bulgaren                                          |                                                   | 61,8%                                             | 61,8%                                             |
| Turken                                            | Turken                                            |                                                   | 1,6%                                              | 1,6%                                              |
| Roma                                              | Roma                                              |                                                   | 30,4%                                             | 30,4%                                             |
| Anders/Onbekend                                   | Anders/Onbekend                                   |                                                   | 6,2%                                              | 6,2%                                              |